# Zwickau
Zwickau (tjekkisk: Cvikov) er en by i den sydvestlige del af den tyske delstat Sachsen. Byen har omkring 87.500 indbyggere (2020) og er den fjerdestørste by i Sachsen. Byen ligger i en dal for foden af Erzgebirge, på den venstre bred af floden Zwickauer Mulde, 130 km sydvest for Dresden, syd for Leipzig og sydvest for Chemnitz. Fra 1834 og indtil 1952 var Zwickau det administrative centrum i Sachsens sydvestlige region, Kreishauptmannschaft Zwickau. Byen er i dag en del af distriktet Chemnitz-Zwickau.
Byens navn er af sorbisk oprindelse og henviser formentlig til Svarog, slavisk gud for ild og for Solen. 
Området er rigt på kulforekomster, og der er i næsten 800 år blevet udvundet kul i området. Kulforekomsterne førte til en tidlig industrialisering, og Zwickau har mere end 100 års tradition indenfor automobilindustrien Virksomhederne Horch og Audi Werke blev grundlagt i 1900'erne og blev siden videreført i 1930'erne og 1940'erne af Auto Union og i DDR-perioden af Sachsenring-værkerne, der bl.a. fremstillede Trabant. Efter Tysklands genforening grundlagde Volkswagen en af de største virksomheder i det tidligere DDR, i det, der nu er Mosel-distriktet Zwickau, som fortsætter denne bilfremstillingstradition.
Byen er fødested for bl.a. den romantiske komponist Robert Schumann.